# Museu Nacional d'Història Japonesa
El Museu Nacional d'Història Japonesa (国立歴史民俗博物館, Kokuritsu Rekishi Minzoku Hakubutsukan), conegut com a Rekihaku en japonès, és un museu d'història situat a la ciutat de Sakura, a la prefectura de Chiba, al Japó. El museu fou fundat l'any 1981 com un consorci de recerca interuniversitària, es va inaugurar el 1983 i des de 1999, és també institut de recerca adscrit a la Universitat de Sokendai. Les col·leccions del museu se centren en la història, l'arqueologia i la cultura popular japonesa.
El museu s'estén prop de 130.000 metres quadrats sobre les restes del Castell de Sakura, dividits en dos espais diferenciats. A l'exterior es troba un jardí botànic amb diferents plantes que han format part de la vida quotidiana al Japó durant segles, com ara les utilitzades per a fer filats i paper, per a fer tintures, comestibles o ara bé les fetes servir per a ús medicinal. Per altra banda es troba l'edifici, d'uns 35.000 metres quadrats, que conté en una amplia sala diversos objectes qualificats com a tresors nacionals del Japó.

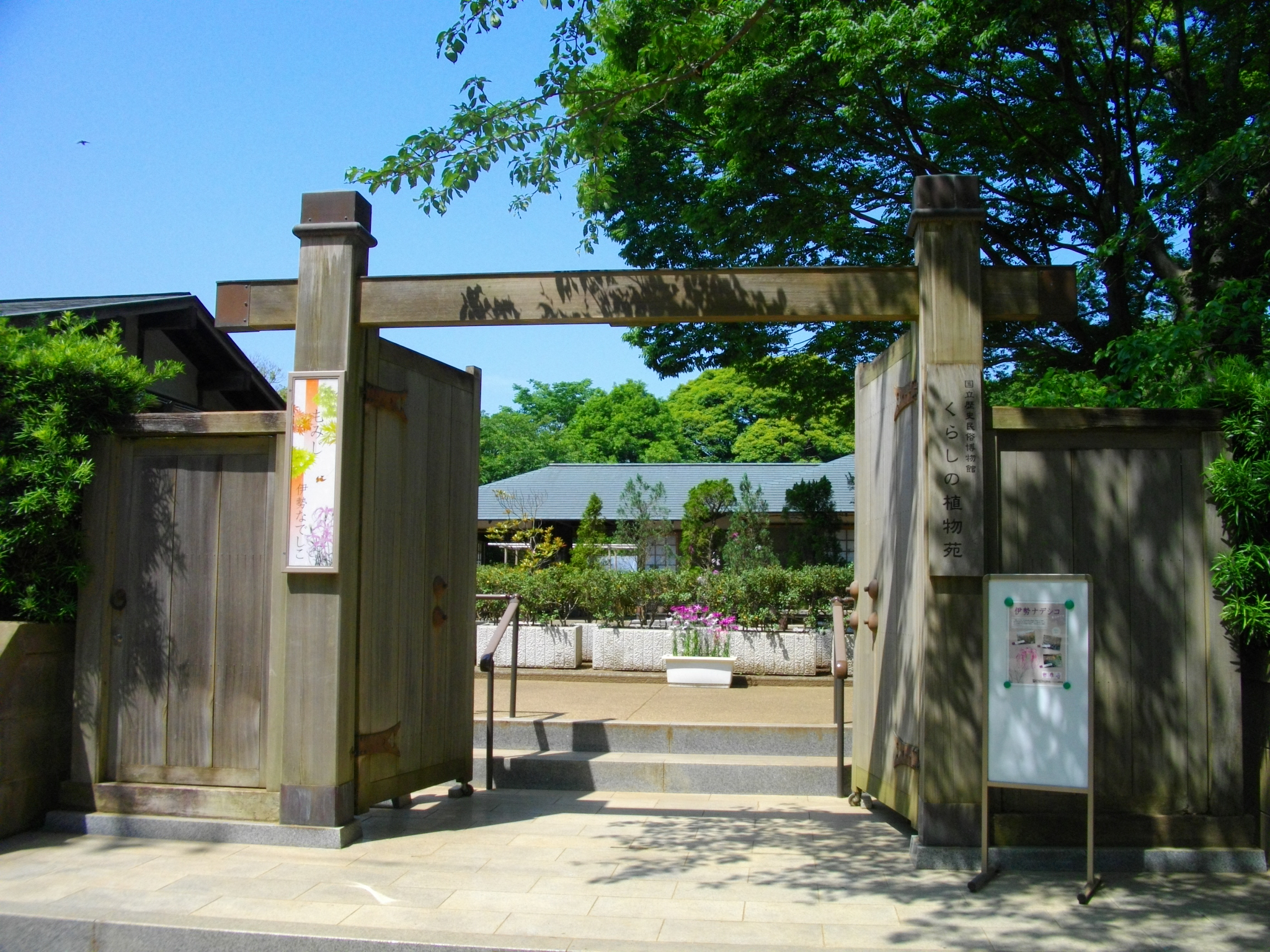
Entrada al jardí botànic
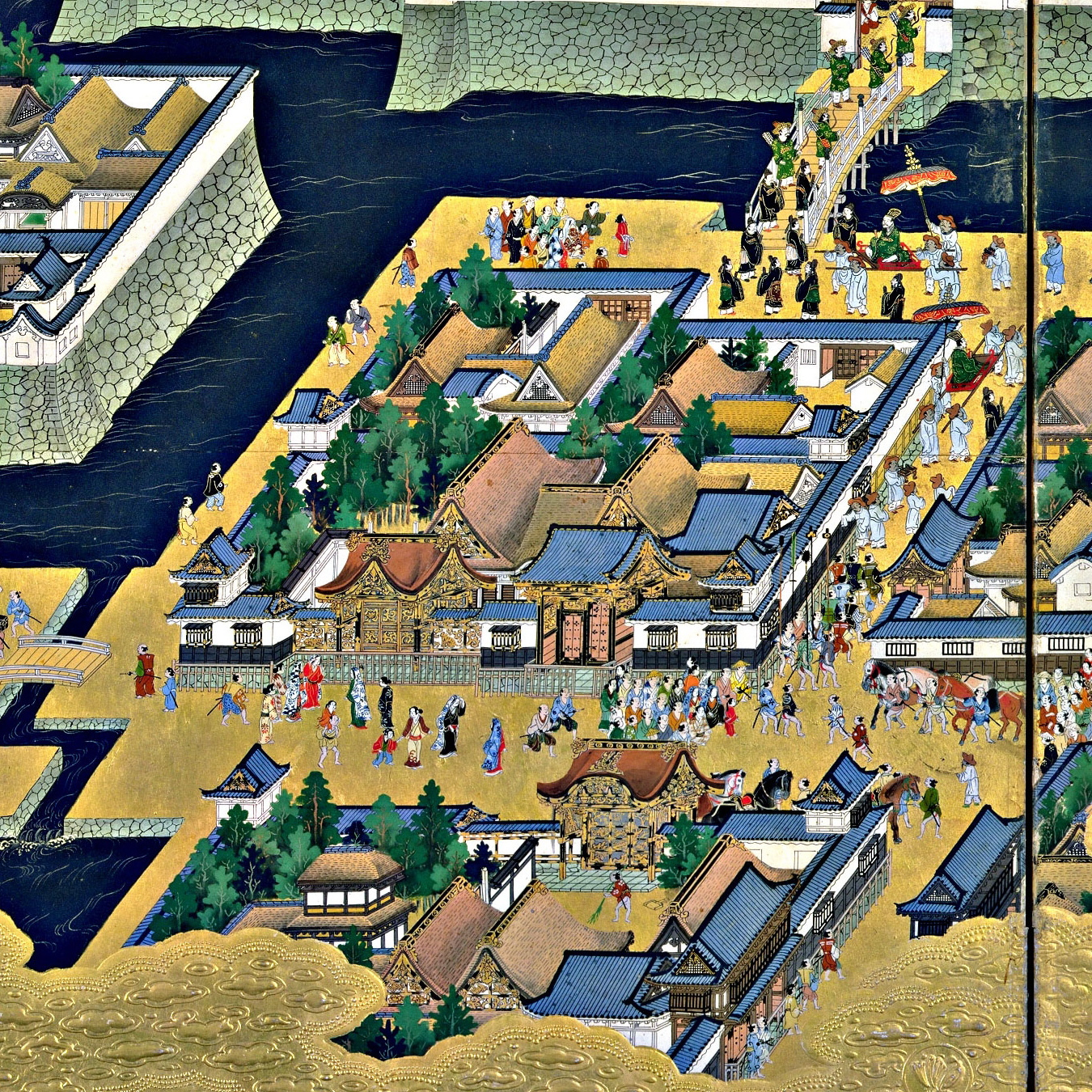
Part d'Ōtemachi i les residències dels daimyō (segle XVII). Vista d'Edo. A la sala principal.
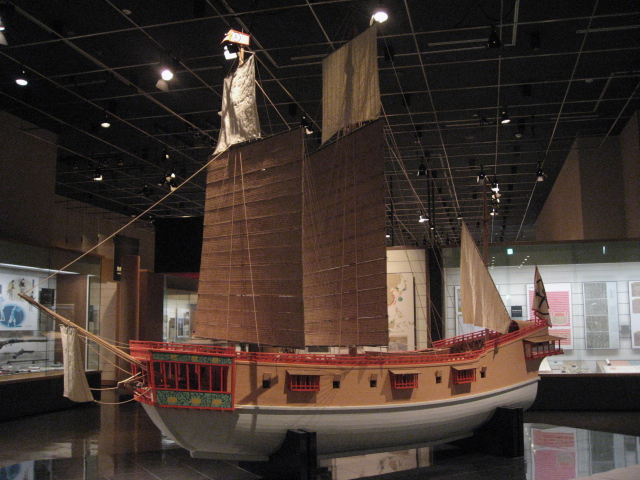
Maqueta a escala 1/10 d'un «Vaixell de segell vermell» japonès de l'època Edo.